# 福岡県庁知らせた課
『福岡県庁知らせた課』（ふくおかけんちょうしらせたか）は、RKB毎日放送で2015年4月から2020年3月まで放送されていた福岡県の行政広報番組である。

## 概要
福岡県は、行財政改革の一環として2013年度にテレビの広報番組を抜本的に見直し。その際RKBとTVQ九州放送が枠を失い、引き換えに九州朝日放送と福岡放送が枠を得た。また、県がインターネットサイトでの情報発信を強化する目的で著作権関係者を整理。新たに始めた3番組は全て唯一枠を維持できたテレビ西日本（テレ西）の子会社・ビデオステーション・キューが一括して制作し、各テレビ局は放送するだけとなった。
2015年度に再度行われた見直しに際し、テレ西から枠を引き継ぐ形で『ふくおか見聞録』終了以来2年ぶりにRKBで福岡県政広報が再開することになった。番組を担当する県総務部県民情報広報課をモデルとした架空の部署「知らせた課」を舞台に、新たに加わった吉本興業福岡支社所属の高田課長扮する「知らせた課」課長の指示のもと、『ふくおかにリンク』に引き続いて起用されたLinQが扮する「知らせた課」新米職員が、福岡県が今最も伝えたい県政に関する諸々をリポートするというスタイルになっている。また行革の一環として、『ふくおかにリンク』ではLinQメンバー2人が出演していたのを1人だけに減らした。この影響で、出演メンバーは18歳以上に限られるようになった。
『ふくおか見聞録』同様RKB映画社が制作を担当することとなったが、RKB本体に著作権は無く、『ふくおかにリンク』同様県が一括して著作権等の管理を行い、ネット配信も手掛ける。
企画
福岡県（担当：総務部県民情報広報課）
制作
RKB映画社
出演
- 「知らせた課」課長：高田課長
- 「知らせた課」新米職員：LinQ

ナレーション
本庄麻里子（RKBアナウンサー）
放送日時と媒体
RKBテレビ：日曜 16:54 - 17:00
年末年始期や『中日クラウンズ』等の特番放送時は放送時間変更・或いは休止となった。

## 放送リスト
当月の放送予定は、県庁のサイトで紹介されている。
| 2015年 | 2015年   | 2015年                                                                      | 2015年 | 2015年                                       |
| 回     | 放送日   | サブタイトル                                                                | 取材地 | 出演メンバー （太字はリポーター、※は初出回） |
| ------ | -------- | --------------------------------------------------------------------------- | --- | -------------------------------------------- |
| 01     | 04月05日 | 「福岡県庁知らせた課」始動!                                                 | ‐ | 深瀬智聖※、桃咲まゆ※、吉川千愛※、舞川あや※   |
| 02     | 04月12日 | 障害者を応援する「まごころ企業」                                            | - 楽しい株式会社（北九州市若松区） - 北九州市内の障害者自立支援施設                                         | 舞川あや                                     |
| 03     | 04月19日 | 福岡には魅力的な企業がいっぱい!「インターンシップ」                         | - クック・チャム博多川端店（福岡市博多区） - 九州インターンシップ推進協議会                                 | 深瀬智聖                                     |
| 04     | 04月26日 | あなたの結婚・子育てを応援します 〜福岡県にこにこ家族づくりポータルサイト〜 | - 八女・筑後結婚サポートセンター（八女市旧立花町） - ファミリー・サポート・センターおおのじょう（大野城市） | 吉川千愛                                     |
| 05     | 05月03日 | ニセ電話詐欺にご注意!                                                       | 福岡県警察本部                                                                                              | 岸田麻佑※                                    |
| 06     | 05月10日 | 地域の身近な相談役 民生委員                                                 | 直方市の公民館                                                                                              | 木村早希※                                    |
| 07     | 05月17日 | 県民の皆さんへ「小川知事が語る」                                            | 福岡県庁知事室                                                                                              | 小川洋                                       |
| 08     | 05月24日 | 絶対に守ろう! 自転車ルール                                                  | 福岡自動車運転免許試験場                                                                                    | 大庭彩歌※                                    |
| 09     | 05月31日 | 風水害から自らの命を守るために （〜自助行動のすすめ〜）                     | 糟屋郡篠栗町                                                                                                | 松村くるみ※                                  |
| 10     | 06月07日 | 女性が輝く先進企業「ゼムケンサービス」                                      | ゼムケンサービス（北九州市小倉北区）                                                                        | 由地成美※                                    |
| 11     | 06月14日 | ロコモを予防して健康寿命をのばそう!                                         | 筑後市総合福祉センター                                                                                      | 原直子※                                      |
| 12     | 06月21日 | 薬物乱用は「ダメ。ゼッタイ。」                                              | 雁の巣病院（福岡市東区                                                                                      | 北山真緒※                                    |
| 13     | 06月28日 | 高齢者が輝く福岡県                                                          | 福岡県70歳現役応援センター                                                                                  | 一ノ瀬みく※                                  |
| 14     | 07月05日 | 職業能力の向上を目指して 〜アビリンピック福岡〜                             | 国立県営福岡障害者職業能力開発校（北九州市若松区）                                                          | 坂井朝香※                                    |
| 15     | 07月12日 | 福岡県で働こう! 〜わかものジョブプラザ・福岡〜                              | わかものジョブプラザ・福岡（エルガーラオフィス棟12階）                                                      | 深瀬智聖                                     |
| 16     | 07月19日 | 目指せオリンピック!〜タレント発掘事業〜                                     | アクシオン福岡                                                                                              | 舞川あや                                     |
| 17     | 07月26日 | スポーツを通して学ぶ人権の大切さ 〜人権・スポーツ教室〜                     | 鞍手町立室木小学校                                                                                          | 桃咲まゆ                                     |
| 18     | 08月02日 | レスパイトケア 〜重症心身障害児者を介護するご家族の方へ〜                   | 福岡県庁 | 吉川千愛                                     |
| 19     | 08月09日 | 戦後70年 〜平和の大切さと命の尊さを学ぶ〜                                   | 大刀洗平和記念館                                                                                            | 大庭彩歌                                     |
| 20     | 08月16日 | 北九州空港がますます便利に! 〜福北リムジンバス運行開始!〜                   | 北九州空港                                                                                                  | 一ノ瀬みく                                   |
| 21     | 08月23日 | 絶対しない、させない、許さない 〜飲酒運転撲滅〜                             | 福岡市早良区の居酒屋                                                                                        | 舞川あや                                     |
| 22     | 08月30日 | 世界に通用する人材を育てる 〜日本の次世代リーダー養成塾〜                   | グローバルアリーナ（宗像市）                                                                                | 杉本ゆさ※                                    |
| 23     | 09月06日 | 県産材を使おう!〜木材の地産地消〜                                           | - 県内某所の山林 - 福岡女子大学図書館                                                                       | 原直子                                       |
| 24     | 09月13日 | 性犯罪撲滅! 〜女性と子どもの安全みまもり企業〜                              | 日本郵便津屋崎郵便局（福津市）                                                                              | 吉川千愛                                     |
| 25     | 09月20日 | 確かな技術を身に付けよう!高等技術専門校                                     | |                                              |
| 26     | 09月27日 | 知事のふるさと訪問・大牟田市                                                | 大牟田市 |                                              |
| 27     | 010月4日 | 開館10周年!九州国立博物館                                                   | 九州国立博物館（太宰府市）                                                                                  | 岸田麻佑                                     |